# Grodziec (Ozimek)
Grodziec (deutsch Friedrichsgrätz) ist eine Ortschaft in Oberschlesien. Grodziec liegt in der Stadt-und-Land-Gemeinde Ozimek (Malapane) im Powiat Opolski (Kreis Oppeln) in der polnischen Woiwodschaft Oppeln.

## Geographie

### Geographische Lage
Grodziec liegt sechs Kilometer nordöstlich vom Gemeindesitz Ozimek (Malapane) und 28 Kilometer östlich von der Kreisstadt und Woiwodschaftshauptstadt Opole (Oppeln).
Durch den Ort verläuft die überörtliche Landesstraße Droga krajowa 46. Das Dorf liegt inmitten weitläufiger Waldgebiete. Durch Grodziec fließt die Białka, ein rechter Zufluss der Mała Panew (dt. Malapane).

### Nachbarorte
Nachbarorte von Biestrzynnik sind im Norden Chobie und im Südosten Mnichus (Münchhausen).

## Geschichte

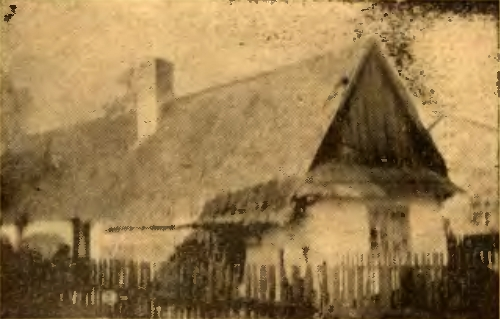
Altes Kolonistenhaus in Friedrichsgrätz

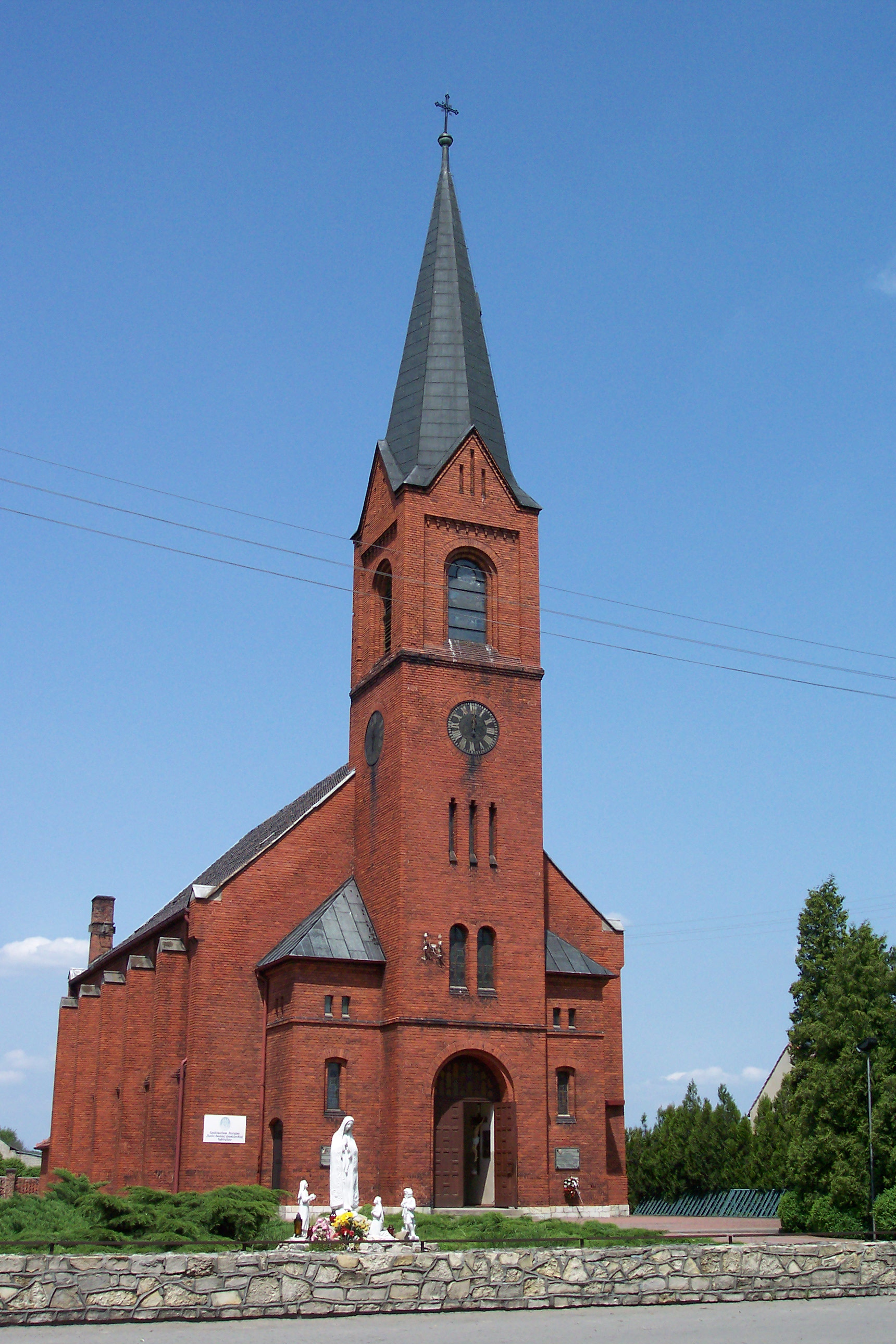
Kirche der Gottesmutter von Częstochowa

Die Ortschaft wurde 1752 durch Hussiten aus Böhmen im Zuge der Friderizianischen Kolonisation als Kolonie gegründet. Bevölkert wurde das Dorf größtenteils mit Glaubensflüchtlingen aus Böhmen, die nach dem ersten Schlesischen Krieg in hoher Anzahl nach Preußen einwanderten. Friedrichsgrätz zählt bis heute zu den größten Siedlung aus der friderizianischen Kolonisation. 1756 hatte der Ort 71, 1787 bereits 101 Stellen. 1787 lebten im Ort 45 Weber und 40 andere Handwerker, die größtenteils tschechisch sprachen.
Nach der Neuorganisation der Provinz Schlesien gehörte die Landgemeinde Friedrichsgrätz ab 1816 zum Landkreis Oppeln im Regierungsbezirk Oppeln. 1845 wird der tschechische Ortsname als Frydrychowy Hradec und der polnische Ortsname als  Grec erwähnt. 1845 bestanden im Dorf eine evangelische Pfarrkirche, eine evangelische Schule,  eine Brennerei, eine Brauerei, eine Unterförsterei und 162 weitere Häuser. Im gleichen Jahr lebten in Friedrichsgrätz 1117 Menschen, davon 45 katholisch. 1845 wurden außerdem 48 Schuhmacher, 31 Leinweber und 20 Weber gezählt.  1865 hatte der Ort 94 Kolonisten. 1874 wurde der Amtsbezirk Friedrichsgrätz gegründet, welcher aus den Landgemeinden Chobie, Friedrichsgrätz und Münchhausen bestand. Verwaltet wurde der Amtsbezirk zunächst vom Mühlenbesitzer Adametz in Krascheow. Um 1880 wurde der Amtsbezirk Friedrichsgrätz bereits aufgelöst und dem Amtsbezirk Krascheow zugeordnet.
1910 lebten in Friedrichsgrätz 1790, davon 1679 Tschechen. Bei der Volksabstimmung in Oberschlesien 1921 stimmten 1239 Wahlberechtigte für Deutschland und 13 für Polen. Friedrichsgrätz verblieb nach 1922 in der Weimarer Republik. 1933 lebten in Friedrichsgrätz 1.906 Einwohner, 1939 1.810 Einwohner. Bis 1945 befand sich der Ort im Landkreis Oppeln.
1945 kam der Ort unter polnische Verwaltung und wurde in Grodziec umbenannt, die Bevölkerung wurde vertrieben. Bereits im April 1945 erreichten die ersten polnischen Siedler das Dorf, welche vorwiegend aus Werchnja Bilka und Jezierna stammten. 1950 kam Grodziec zur Woiwodschaft Oppeln. 1999 kam der Ort zum wiedergegründeten Powiat Oleski. 2011 lebten 1336 Menschen im Ort.

## Sehenswürdigkeiten
- Die röm.-kath. Kirche der Gottesmutter von Częstochowa und des Hl. Adalbert wurde 1891 als evangelisches Gotteshaus im neogotischen Stil erbaut. Seit Sommer 1945 werden im Gotteshaus katholisches Messen gefeiert.[9]
- Schulgebäude – zweigeschossiges Backsteingebäude von 1845 an der ul. Tartaczna

## Persönlichkeiten
- Fritz Streletz (1926–2025), stellvertretender Verteidigungsminister der DDR